# Ряд Лорана

Круговое кольцо сходимости ряда Лорана

Ряд Лора́на (или разложение Лорана, представление Лорана) комплексной функции в кольце  — понятие комплексного анализа, раздела математики, представление этой функции в виде степенного ряда, в котором присутствуют слагаемые с отрицательными степенями.
Ряд Лорана можно понимать как обобщение некоторого ряда комплексной функции в окрестности точки {\displaystyle z=z_{0}}, расположенного либо только по целым неотрицательным степеням разности комплексных чисел {\displaystyle z-z_{0}} (степенного ряда), либо только по целым неположительным степеням {\displaystyle z-z_{0}} в следующем виде:
{\displaystyle \sum \limits _{k=-\infty }^{+\infty }c_{k}(z-z_{0})^{k}=\sum \limits _{k=0}^{+\infty }c_{k}(z-z_{0})^{k}+\sum \limits _{k=-1}^{-\infty }c_{k}(z-z_{0})^{k}=}
{\displaystyle =c_{0}+c_{1}(z-z_{0})+c_{2}(z-z_{0})^{2}+\cdots +{\frac {c_{-1}}{z-z_{0}}}+{\frac {c_{-2}}{(z-z_{0})^{2}}}+\cdots }.
Ряд Лорана сходится абсолютно и равномерно в некотором круговом кольце {\displaystyle r<|z-z_{0}|<R} и является в этом кольце аналитической функцией. Но множество точек сходимости ряда Лорана может быть больше открытого кольца на некоторое множество точек его границы.

## Определение
1. Конечная точка. Ряд Лорана в конечной точке {\displaystyle z_{0}\in \mathbb {C} } — функциональный ряд по целым степеням {\displaystyle (z-z_{0})} над полем комплексных чисел:
{\displaystyle \sum _{n=-\infty }^{+\infty }c_{n}(z-z_{0})^{n},\quad } где переменная {\displaystyle z\in {\mathbb {C} }\setminus \{z_{0}\}}, а коэффициенты {\displaystyle c_{n}\in \mathbb {C} } для {\displaystyle n\in \mathbb {Z} }.
Этот ряд является суммой двух степенных рядов:
1. {\displaystyle \sum _{n=0}^{+\infty }c_{n}(z-z_{0})^{n}} — часть по неотрицательным степеням {\displaystyle (z-z_{0})},
2. {\displaystyle \sum _{n=-\infty }^{-1}{c_{n}}{(z-z_{0})^{n}}} — часть по отрицательным степеням {\displaystyle (z-z_{0})}.

Ряд Лорана сходится тогда и только тогда, когда сходятся обе (как по отрицательным, так и по положительным степеням) его части. 
Если {\displaystyle A_{z_{0}}\subseteq ({\mathbb {C} }\setminus \{z_{0}\})} — область сходимости ряда Лорана такая, что {\displaystyle z_{0}\in \partial {A_{z_{0}}}}, то для {\displaystyle A_{z_{0}}}
ряд {\displaystyle \sum _{n=0}^{+\infty }c_{n}(z-z_{0})^{n}} называется правильной частью,
ряд {\displaystyle \sum _{n=-\infty }^{-1}{c_{n}}{(z-z_{0})^{n}}}  называется  главной частью.
2. Бесконечно удалённая точка. Ряд Лорана в бесконечно удалённой точке {\displaystyle z_{0}=\infty \in {\overline {\mathbb {C} }}} — функциональный ряд по целым степеням {\displaystyle z} над полем комплексных чисел:
{\displaystyle \sum _{n=-\infty }^{+\infty }c_{n}z^{n},\quad } где переменная {\displaystyle z\in \mathbb {C} \setminus \{0\}}, а коэффициенты {\displaystyle c_{n}\in \mathbb {C} } для {\displaystyle n\in \mathbb {Z} }.
По внешнему виду ряд для {\displaystyle z_{0}=\infty } совпадает с рядом для {\displaystyle z_{0}=0}, однако с формальной точки зрения получен с помощью замены {\displaystyle z\leftrightarrow {\frac {1}{\zeta }}} для {\displaystyle \zeta _{0}=0}. 
Если {\displaystyle A_{\infty }\subseteq ({\mathbb {C} }\setminus \{0\})} — область сходимости ряда Лорана такая, что {\displaystyle \infty \in \partial {A_{\infty }}}, то для {\displaystyle A_{\infty }}
ряд {\displaystyle \sum _{n=-\infty }^{0}c_{n}z^{n}} называется правильной частью,
ряд {\displaystyle \sum _{n=+1}^{+\infty }{c_{n}}{z^{n}}} называется главной частью.

## Свойства
- Часть по положительным степеням {\displaystyle (z-z_{0})} сходится во внутренности {\displaystyle D_{R}=\{z\in \mathbb {C} :|z-z_{0}|<R\}} круга радиуса {\displaystyle R={\dfrac {1}{{\varlimsup \limits _{n\rightarrow +\infty }}\,|c_{n}|^{1/n}}}\in [0;+\infty ]},

часть по отрицательным степеням {\displaystyle (z-z_{0})} сходится во внешности {\displaystyle \Delta _{r}={\overline {\mathbb {C} }}\setminus {\overline {D}}_{r}=\{z\in {\overline {\mathbb {C} }}:|z-z_{0}|>r\}} круга {\displaystyle D_{r}} радиуса {\displaystyle r={\varlimsup \limits _{n\rightarrow +\infty }}\,|c_{-n}|^{1/n}\in [0;+\infty ]}.
Поэтому, если {\displaystyle r<R\,}, то внутренность {\displaystyle A} области сходимости ряда Лорана непуста и представляет собой круговое кольцо
{\displaystyle A=\{z\in \mathbb {C} \mid 0\leq r<|z-z_{0}|<R\leq +\infty \}=\Delta _{r}\cap D_{R}}.
- Поведение ряда Лорана в точках граничной окружности {\displaystyle C_{R}(z_{0})=\{z\in \mathbb {C} :|z-z_{0}|=R\}} зависит только от {\displaystyle \sum _{n=n_{s}}^{+\infty }c_{n}(z-z_{0})^{n}}  для произвольного {\displaystyle n_{s}\in \mathbb {N} },

а в точках граничной окружности {\displaystyle C_{r}(z_{0})=\{z\in \mathbb {C} :|z-z_{0}|=r\}} — только от {\displaystyle \sum _{n=-\infty }^{-n_{s}}{c_{n}}{(z-z_{0})^{n}}} для произвольного {\displaystyle n_{s}\in \mathbb {N} }.
Таким образом, как и для степенных рядов поведение ряда Лорана в граничной точках кольца {\displaystyle A} может быть разнообразным.
- Во всех точках кольца {\displaystyle A} ряд Лорана сходится абсолютно.
- На любом компактном подмножестве {\displaystyle K\subset A} ряд сходится равномерно.
- Для каждой точки {\displaystyle \zeta _{0}\in A} существует такое значение {\displaystyle \rho (\zeta _{0})=\min\{{\textrm {dist}}(C_{r}(z_{0}),\zeta _{0}),{\textrm {dist}}(C_{R}(z_{0}),\zeta _{0})\}>0}, что {\displaystyle D_{\rho }(\zeta _{0})=\{z\in \mathbb {C} :|z-\zeta _{0}|<\rho (\zeta _{0})\}\subset A}, и ряд Лорана {\displaystyle f(z)} может быть записан в виде сходящегося в {\displaystyle D_{\rho }(\zeta _{0})} ряда по степеням {\displaystyle (z-\zeta _{0})}:

{\displaystyle \sum _{n=-\infty }^{+\infty }c_{n}(z-z_{0})^{n}=\sum _{k=0}^{+\infty }t_{k}(\zeta _{0})(z-\zeta _{0})^{k},\quad } где {\displaystyle z\in D_{\rho }(\zeta _{0})}, а {\displaystyle t_{k}(\zeta _{0})={\frac {f^{(k)}(\zeta _{0})}{k!}}} для {\displaystyle k\in \{0\}\cup \mathbb {N} },
т.е. {\displaystyle \zeta _{0}} является для {\displaystyle f(z)} правильной точкой. Таким образом, сумма ряда Лорана в {\displaystyle A} есть аналитическая функция {\displaystyle f(z)}.
- Для {\displaystyle 0<r<R<+\infty } на граничных окружностях кольца сходимости {\displaystyle A} существуют непустые  множества {\displaystyle I_{r}\subseteq C_{r}(z_{0})}, {\displaystyle I_{R}\subseteq C_{R}(z_{0})} точек, не являющихся для {\displaystyle f(z)} правильными.
- Ряд Лорана можно дифференцировать на любом компактном {\displaystyle K\subset A} почленно.
- Интегрирование ряда Лорана даёт однозначную в {\displaystyle A} функцию только при {\displaystyle c_{-1}=0}, поскольку для любого {\displaystyle \rho >0} значение {\displaystyle \int \limits _{\;\,|z-z_{0}|=\rho }c_{n}(z-z_{0})^{n}\cdot dz=\left\{{\begin{array}{ll}c_{-1}\cdot 2\pi i\,,&n=-1\,;\\0\,,&n\neq -1\,.\end{array}}\right.}

Ряд {\displaystyle \sum _{n=-\infty ,n\neq -1}^{+\infty }c_{n}(z-z_{0})^{n}\,}, представляющий в двусвязной области {\displaystyle A} функцию {\displaystyle f(z)-{\frac {c_{-1}}{z-z_{0}}}\,}, для любого компактного {\displaystyle K\subset A} и любой спрямляемой ориентированной кривой {\displaystyle \gamma \subset K} можно интегрировать по {\displaystyle \gamma } почленно, при этом результат интегрирования зависит только от начальной и конечной точек {\displaystyle \gamma } и не зависит от формы кривой {\displaystyle \gamma }.
- Коэффициенты {\displaystyle (c_{n})_{n\in \mathbb {Z} }} ряда Лорана {\displaystyle f(z)} удовлетворяют соотношениям

{\displaystyle c_{n}={\frac {1}{2\pi i}}\int \limits _{\gamma }{\frac {f(z)\,dz}{(z-z_{0})^{n+1}}}={\frac {1}{2\pi i}}\int \limits _{|z-z_{0}|=\rho }{\frac {f(z)\,dz}{(z-z_{0})^{n+1}}}},
где {\displaystyle \gamma } — любая спрямляемая кривая, лежащая в компактном {\displaystyle K\subset A} и один раз обходящая против часовой стрелки точку {\displaystyle z_{0}}. В частности, в качестве {\displaystyle \gamma } можно взять любую окружность {\displaystyle C_{\rho }=\{z_{0}+\rho e^{it}\mid t\in [0;2\pi ]\}} радиуса {\displaystyle \rho \in (r;R)} с центром в {\displaystyle z_{0}}, расположенную внутри кольца сходимости и ориентированную положительно (параметр {\displaystyle t} должен возрастать).
- Разложение в ряд Лорана единственно, то есть если для двух рядов Лорана по степеням {\displaystyle (z-z_{0})}, сходящихся в {\displaystyle A_{1}} и {\displaystyle A_{2}} соответственно, совпадают их суммы на некоторой окружности {\displaystyle C_{\rho }=\{z\in \mathbb {C} :|z-z_{0}|=\rho \}\subset (A_{1}\cap A_{2})} или на гомотопной ей по {\displaystyle A_{1}\cap A_{2}} спрямляемой кривой {\displaystyle \gamma \sim C_{\rho }}, то совпадают все коэффициенты этих рядов.

## Теорема Лорана
Применение рядов Лорана основано главным образом на следующей теореме Лорана.
| Любая функция {\displaystyle f(z)}, являющаяся однозначной и аналитической в кольце {\displaystyle A=\{z\in \mathbb {C} \mid 0\leq r<\|z-z_{0}\|<R\leq +\infty \}}, представима в {\displaystyle A} сходящимся рядом Лорана по степеням {\displaystyle (z-z_{0})}. |

Представление однозначной аналитической функции {\displaystyle f(z)} в виде ряда Лорана служит основным инструментом исследования её поведения в окрестности {\displaystyle A_{z_{0}}} изолированной особой точки:
1) если точка {\displaystyle z_{0}\neq \infty }, то существует радиус {\displaystyle R_{z_{0}}\in (0;+\infty ]} такой, что 
в проколотой окрестности 
{\displaystyle A_{z_{0}}=\{z\in \mathbb {C} \mid 0<|z-z_{0}|<R_{z_{0}}\}\quad }
функция {\displaystyle f(z)} представима (сходящимся) рядом Лорана;
2) если точка {\displaystyle z_{0}=\infty }, то существует радиус {\displaystyle r_{\infty }\in [0;+\infty )} такой, что 
в проколотой окрестности 
{\displaystyle A_{\infty }=\{z\in \mathbb {C} \mid r_{\infty }<|z|<\infty \}}
функция {\displaystyle f(z)} представима (сходящимся) рядом Лорана. 
Тип изолированной особой точки {\displaystyle z_{0}} определяется главной частью ряда Лорана в проколотой окрестности {\displaystyle A_{z_{0}}}:
- Устранимая особая точка — главная часть ряда Лорана равна 0.
- Полюс — главная часть содержит конечное число ненулевых членов.
- Существенно особая точка — главная часть содержит бесконечное число ненулевых членов.

## Связь рядов Лорана и Фурье
Рассмотрим связь между рядами Лорана и рядами Фурье. Определим ряд Фурье некоторой функции {\displaystyle \varphi }, которая интегрируема на отрезке {\displaystyle [0,\,2\pi ]\subset \mathbb {R} }, как следующий функциональный ряд:
{\displaystyle {\frac {a_{0}}{2}}+\sum \limits _{n=1}^{\infty }(a_{n}\cos nt+b_{n}\sin nt)},
где
{\displaystyle a_{n}={\frac {1}{\pi }}\int \limits _{0}^{2\pi }\varphi (t)\cos ntdt,\,\,} {\displaystyle b_{n}={\frac {1}{\pi }}\int \limits _{0}^{2\pi }\varphi (t)\sin ntdt,\,\,} {\displaystyle n=0,\,1,\,\dots ,\,\,} {\displaystyle b_{0}=0.}
Перепишем этот ряд Фурье в комплексной форме. Используем формулы Эйлера
{\displaystyle \cos nt={\frac {e^{int}+e^{-int}}{2}}}, {\displaystyle \,\,\sin nt={\frac {e^{int}-e^{-int}}{2i}}},
{\displaystyle {\frac {a_{0}}{2}}+\sum \limits _{n=1}^{\infty }\left({\frac {a_{n}-ib_{n}}{2}}e^{int}+{\frac {a_{n}+ib_{n}}{2}}e^{-int}\right)=\sum \limits _{n=-\infty }^{\infty }c_{n}e^{int}},
где
{\displaystyle c_{n}={\frac {a_{n}-ib_{n}}{2}}={\frac {1}{2\pi }}\int \limits _{0}^{2\pi }\varphi (t)e^{-int}dt,\,\,} {\displaystyle n=0,\,1,\,\dots ,}
{\displaystyle c_{n}={\frac {a_{-n}-ib_{-n}}{2}}={\frac {1}{2\pi }}\int \limits _{0}^{2\pi }\varphi (t)e^{-int}dt,\,\,} {\displaystyle n=-1,\,-2,\,\dots ,}
получаем, что ряд
{\displaystyle \sum \limits _{n=-\infty }^{\infty }c_{n}e^{int}}
с коэффициентами
{\displaystyle c_{n}={\frac {1}{2\pi }}\int \limits _{0}^{2\pi }\varphi (t)e^{-int}dt}
и есть ряд Фурье исходной функции {\displaystyle \varphi }, переписанный в комплексной форме.
Наконец, положим
{\displaystyle e^{it}=z}, {\displaystyle \,\,dz=zidt}, {\displaystyle \,\,\varphi (t)=f(e^{it})=f(z)},
тогда ряд Фурье запишется в форме ряда Лорана
{\displaystyle \sum \limits _{n=-\infty }^{\infty }c_{n}z^{n}}
со следующими коэффициентами:
{\displaystyle c_{n}={\frac {1}{2\pi }}\int \limits _{0}^{2\pi }f(e^{it})e^{-int}dt={\frac {1}{2\pi i}}\int \limits _{|z|=1}f(z){\frac {dz}{z^{n+1}}}}.
Итак, доказана следующая теорема.
Теорема 1. Комплексная форма ряда Фурье функции {\displaystyle \varphi (t)}, {\displaystyle t\in [0,\,2\pi ]}, есть ряд Лорана функции {\displaystyle f(z)=\varphi (t)}, где {\displaystyle z=e^{it}}, на единичной окружности {\displaystyle \{|z|=1\}}.
Естественно, что верна и обратная теорема.
Теорема 2. Ряд Лорана комплексной функции {\displaystyle f(z)=\varphi (t)} на единичной окружности {\displaystyle \{|z|=1\}} есть комплексная форма ряда Фурье функции {\displaystyle f(e^{it})=\varphi (t)}, {\displaystyle t\in [0,\,2\pi ]}.
Замечание. В общем случае, даже когда ряд Фурье сходится к функции {\displaystyle \varphi (t)} в любой точке отрезка {\displaystyle [0,\,2\pi ]}, то для соответствующего ряда Лорана может оказаться {\displaystyle R=r=1}, то есть область его сходимости пуста. Оказывается, только при некоторых строгих условиях для функции {\displaystyle \varphi (t)} у соответствующего ряда Лорана область сходимости будет непуста.

## Историческая справка
Ряды, аналогичные ряду Лорана, встречаются уже в 1748 году у швейцарского, прусского и российского математика Л. Эйлера. Тем не менее такие ряды получили своё название по имени французского математика П. Лорана, доказавшего в 1843 году свою теорему. Более того, ту же теорему получил
немного ранее немецкий математик К. Вейерштрасс, однако эта его работа была опубликована только в 1894 году.